# Régimen pluviométrico

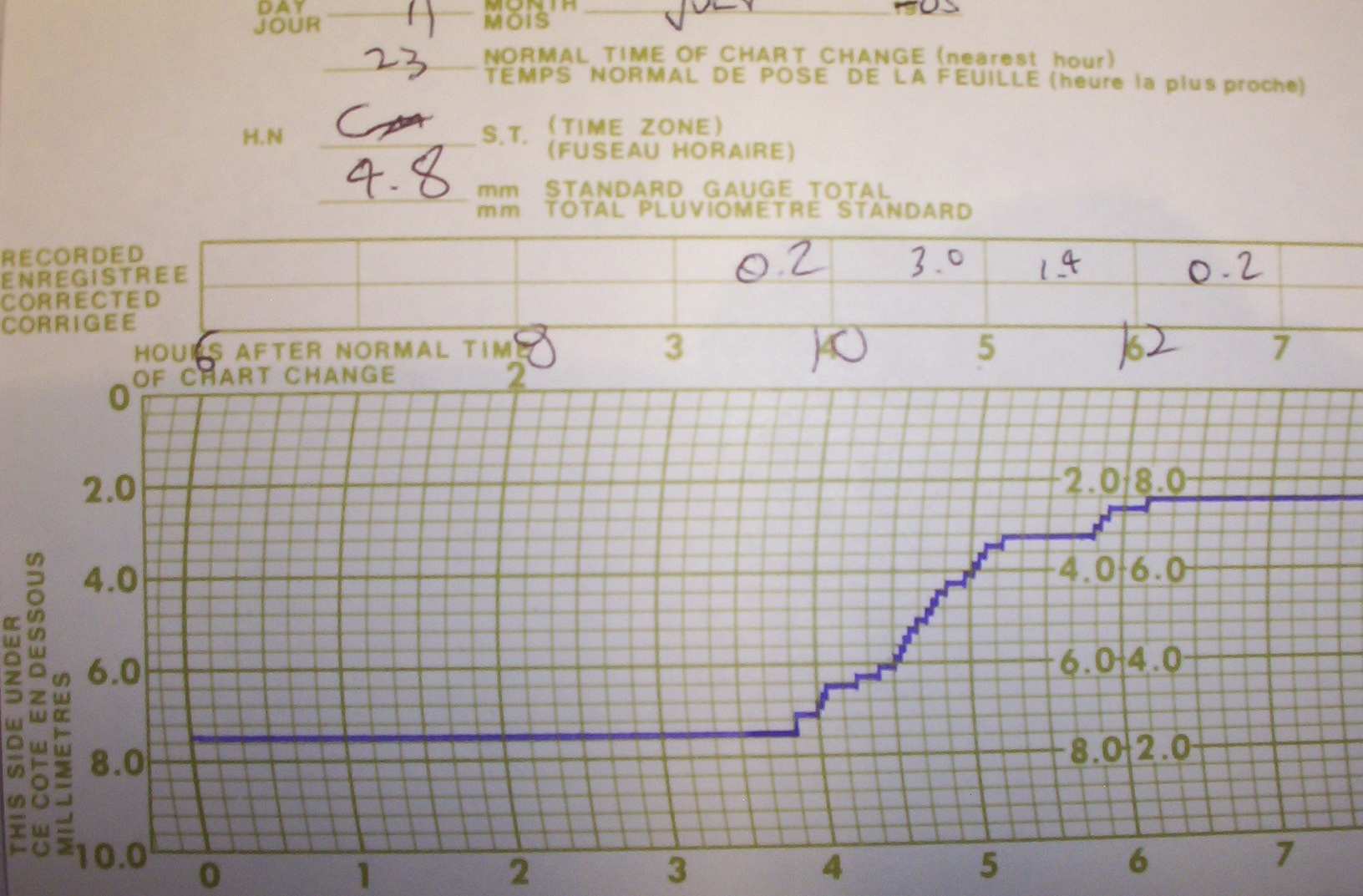
Evolución de las lluvias registradas en un pluviógrafo sobre una banda de papel milimetrado que va girando con un mecanismo de relojería y marcando la lluvia en mm o pulgadas según la hora del día.

Lluviosidad anual en Seúl, Corea del Sur, en el (1815 - 1860). Puede verse un régimen de lluvias bastante intenso y constante, con picos que triplican el monto mínimo anual (unos 1000 mm). Corresponde a un tipo de clima marítimo, muy lluvioso, ya que, por su latitud, las temperaturas no son muy elevadas, por lo que la evaporación es muy escasa.

Se llama régimen pluviométrico, o régimen pluvial, al comportamiento de las lluvias a lo largo del año, promediando el monto de las precipitaciones (lluvias, nieve, granizo convertidas a mm de lluvia) obtenidas a lo largo de un número considerable de años (). Se trata de la recopilación de datos de las precipitaciones a lo largo del año en un lugar determinado. Dicha información resulta fundamental en climatología cuando se trata de datos recopilados a lo largo de una serie larga de años, por lo general, más de 30, como señala F. J. Monkhouse en su obra Diccionario de términos geográficos (). En los datos de lluviosidad anual de Seúl, que se indican aquí, el lapso es de 45 años.
En meteorología, no sólo tienen valor los datos climáticos que se refieren a los promedios estadísticos de las lluvias, sino que los valores extremos  tienen una importancia fundamental, ya que las obras de infraestructura (puentes, carreteras, canales y muchas otras deben construirse para que soporten, no sólo esos valores promedio sino los valores extremos también.

## Tipos de régimen pluviométrico

### Constante o regular

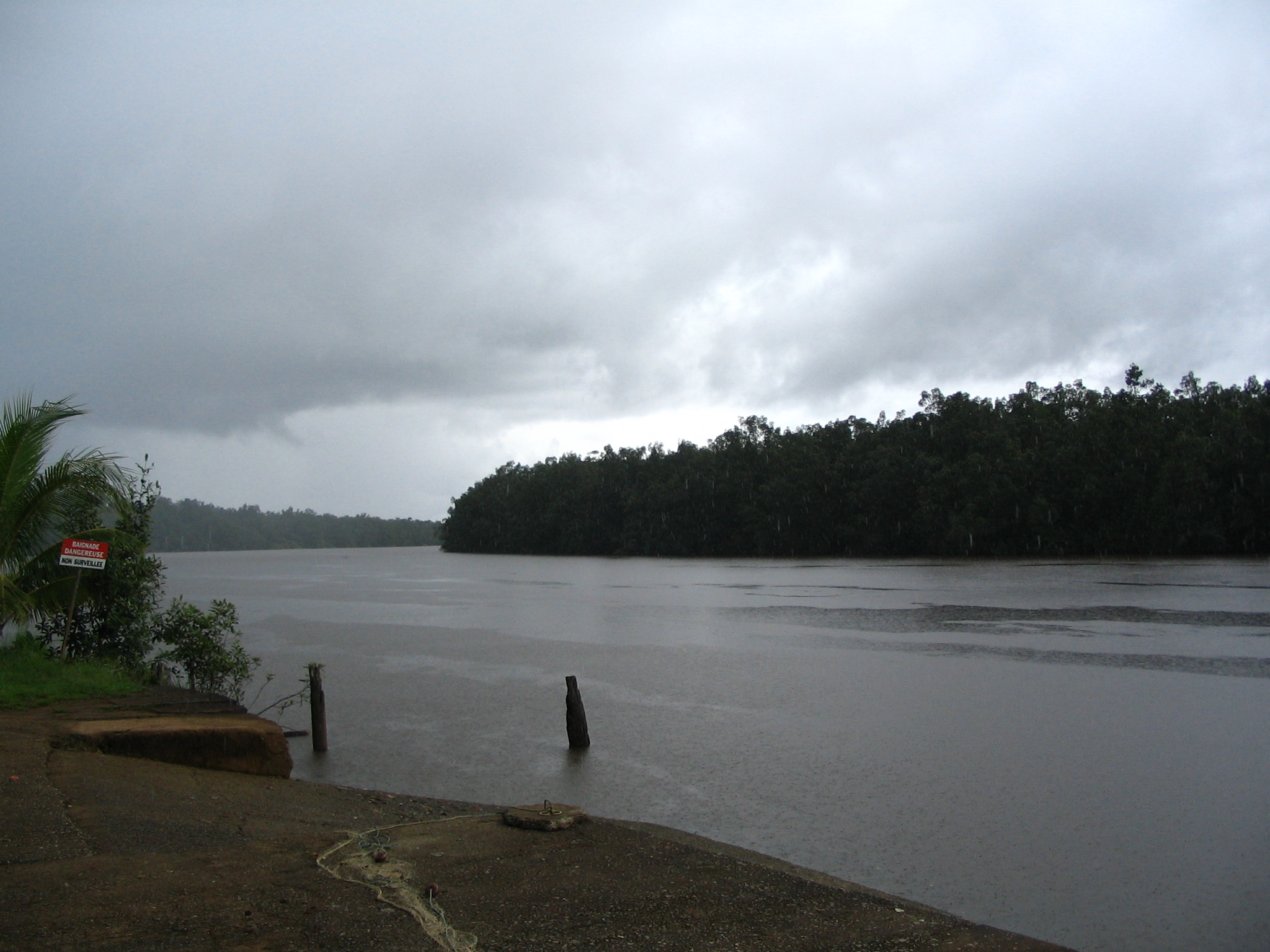
Río Comté cerca de la población de Roura, selva tropical de la Guayana francesa. El caudal abundante y la vegetación de selva son indicadores de un régimen de lluvias constante y regular.

El régimen pluvial propiamente dicho, es el tipo de régimen característico de los climas de la zona ecuatorial, con lluvias abundantes y bien repartidas durante el año, como puede inferirse de la imagen del río Comté. Al distanciarnos de la línea ecuatorial, comienza una época de menor frecuencia e intensidad de las lluvias, características que se hacen más importantes a medida que aumenta esa distancia. 
Las lluvias constantes en la zona intertropical dan origen a una vegetación de selva y a ríos de caudal abundante y regular, sin grandes fluctuaciones.
También tienen montos pluviométricos constantes o regulares los climas marítimos, aunque se encuentren en latitudes bastante avanzadas dentro de las zonas templadas por la coincidencia zonal de las corrientes marinas con los vientos constantes o planetarios, como sucede en las costas occidentales de Europa (desde el Noroeste de España hasta las costas de Noruega), América del Norte (Noroeste de los Estados Unidos, Canadá y Alaska), costas meridionales del Sur de Chile, Tasmania y Nueva Zelanda.

### Estacional
Es un tipo de lluvias que corresponde generalmente a una época del año, siendo el resto del año, de menor lluviosidad y hasta de sequía, como sucede en los climas de sabana y en los climas mediterráneos, con la diferencia entre ellos que la época de lluvias intensas corresponde a la época de mayores temperaturas medias en el primer caso y a las de menores temperaturas medias en el segundo.

### Marítimo
Se trata de un tipo de lluvias bastante regular (por la influencia oceánica) aunque menos intensas que en la zona intertropical. Se localiza en las costas occidentales de los continentes expuestas a los vientos constantes (o planetarios) del oeste (vientos del oeste). Este tipo de régimen de lluvias permite el desarrollo de una vegetación de bosque templado, frecuente en las costas europeas de la zona templada  (desde Francia al sur de Noruega), en las costas del Pacífico (Noroeste de Estados Unidos, suroeste de Canadá, sur de Chile) y en otras partes.

### Mediterráneo
El régimen de lluvias mediterráneo también es un tipo estacional de lluvias, con la peculiaridad de que la época de lluvias corresponde a la época de invierno hemisférico, lo que hace que su vegetación esté adaptada a épocas en las que el calor y la sequía coincidan.

### Irregular
Corresponde a regiones de clima semiárido, donde las lluvias suelen ser esporádicas e insuficientes, aunque también pueden presentarse lluvias muy intensas y destructivas de breve duración que pueden dar origen a fuertes inundaciones relámpago y coladas de barro muy destructivas en áreas de relieve irregular, con fuertes cambios de pendiente.

### Régimen desértico
Corresponde a las áreas típicamente desérticas, donde las lluvias son muy raras: en el desierto de Atacama se ha llegado a registrar más de diez años sin llover. Sin embargo, como se ha dicho en el régimen irregular, las lluvias poco duraderas pero muy intensas puede dar origen a fuertes inundaciones y coladas de barro muy impactante